# شب کوسه‌ای
شب کوسه‌ای (به انگلیسی: Shark Night) یک فیلم ترسناک و دلهره‌آور آمریکایی محصول سال ۲۰۱۱ به کارگردانی دیوید آر الیس با بازی سارا پکستون، کاترین مک‌فی، آلیسا دیاز، داستین میلیگان و ژول دیوید مور است. این فیلم در برابر بودجه ۲۵ میلیون دلاری‌اش ۴۱ میلیون دلار در سراسر جهان فروش شد، و به صورت سه بعدی هم منتشر شد. این آخرین فیلم الیس قبل از مرگش بود.

## داستان
هفت نوجوان تصمیم می‌گیرند تعطیلات آخر هفته شان را به خانه‌ای در کنار دریاچه بروند و خوش بگذرانند. اما با وقتی با حمله یک کوسه مواجه می‌شوند، این تعطیلات برای آن‌ها تبدیل به کابوس می‌شود…

## بازیگران
- سارا پکستون … سارا پالسکی
- داستین میلیگان … نیک لاوداکا
- کریس کارمک … دنیس کریم
- کاترین مک‌فی
- ژول دیوید مور … گوردون گوتریان
- دانل لوگ … کلانتر سابین
- جاشوآ لنرد
- آلیسا دیاز … مایا والدز
- کریس زیلکا … بلیک هاموند
- جیمی لی جونیور … کارل
- دیمون لیپاری … کیت
- کریستین کین … جس وینسلو
- تایلر برین … کایل